# Caso McMartin
Il caso McMartin è stato un esempio di isteria collettiva riguardante l'abuso di minori: alcuni componenti della famiglia McMartin, proprietari e insegnanti di una scuola materna a Manhattan Beach, California, furono accusati di abusi sessuali su alcuni minori di cui si prendevano cura. 
Dopo sei anni di processo (il più lungo processo penale della storia statunitense, dal 1983 al 1989, oltre che il più costoso: 15 milioni di dollari spesi dallo stato della California) furono pienamente assolti e si riscontrò che a creare falsi ricordi di abusi nelle menti dei bambini furono i metodi di interrogatorio condotti da parte dei genitori, degli inquirenti e, soprattutto, delle psicologhe.

## I protagonisti
- Peggy McMartin Buckey (1926-2000): proprietaria della scuola materna McMartin[3].
- Virginia McMartin (1907-1995): madre di Peggy e proprietaria anch'essa della scuola[4].
- Ray Buckey (1958-vivente), figlio di Peggy: assistente part-time nella scuola. Fu il primo accusato di abusi.
- Judy Johnson (1944-1986), ex-studentessa di teologia[5]: madre di un bambino che aveva frequentato la scuola McMartin, fu la prima a rivolgere accuse contro Ray Buckey. Alcuni anni più tardi si scoprì che era affetta da un'acuta paranoia schizofrenica[6][7][8][9]; morì nel 1986, a causa dell'alcolismo cronico che l'affliggeva[5][10], ancora prima che l'udienza preliminare si concludesse.[11]
- Harry L. Kuhlmeyer Jr. (1923-2018): capo della polizia di Manhattan Beach.
- Kee MacFarlane (1947-vivente): psicoterapeuta del Children's Institute International (CII), una clinica di Los Angeles che si occupava di abusi.
- Wayne Satz (1945-1992): giornalista della KABC, una tv locale affiliata all'ABC, tra i primi ad occuparsi del caso.

## Storia

### Le prime accuse
Il 12 agosto 1983 Judy Johnson si rivolse alla polizia dicendo che suo figlio Matthew di due anni era stato molestato a scuola da Ray Buckey. Sul bambino non furono trovati segni di violenza fisica, né si ebbero conferme da parte di altri bambini, ma ciononostante Ray fu arrestato il 2 settembre e la sua casa perquisita in cerca di prove o di materiale pornografico. In seguito all'esito negativo di queste perquisizioni, Ray venne rilasciato. Nonostante la mancanza di prove, il capo della polizia di Manhattan Beach inviò a circa 200 genitori di alunni ed ex-alunni della McMartin una lettera in cui si informava che Ray Buckey avrebbe potuto compiere abusi sui bambini e si chiedeva di cercare conferma interrogando i figli. La lettera era “strettamente riservata”, ma ovviamente le voci corsero veloci fomentando il panico nella cittadinanza. Il testo della missiva era:
(F.to Il capo della polizia di Manhattan Beach)

### I colloqui del CII e l'isteria collettiva
Più tardi centinaia di bambini furono esaminati dal Children's Institute International (CII), un'organizzazione non governativa contro l'abuso su minori. Entro la primavera 1984, a 360 di essi venne diagnosticato un trauma psicologico da subite violenze sessuali, sempre in mancanza di riscontri fisici. La televisione locale KABC trasmise un servizio su un possibile collegamento tra la scuola e giri di pornografia infantile e di industria del sesso nei paraggi di Los Angeles. Il giornalista che seguiva il caso, Wayne Satz, nei suoi reportage assunse sempre una posizione sbilanciata a favore delle accuse e delle posizioni dei genitori (Satz ebbe una relazione amorosa con Kee MacFarlane, la psicoterapeuta che esaminava i bambini). In seguito ai servizi televisivi nell'intera città, in particolare fra i genitori delle presunte vittime, si diffuse un clima da "caccia alle streghe", presto allargatosi all'intero paese: i bambini furono sottoposti a pressioni continue da parte dei genitori e del CII.
Dai colloqui con gli operatori della clinica uscirono testimonianze tanto agghiaccianti quanto, spesso, poco credibili: i bambini testimoniarono di essere stati stuprati; di essere stati costretti a partecipare a film pornografici e a farsi fotografare; di aver assistito alla mutilazione e all'uccisione di animali; di essere stati costretti a partecipare a rituali satanici, compreso l'omicidio rituale di bambini dei quali Ray aveva bevuto il sangue e bruciati i cadaveri; di aver visto partecipare ai riti noti attori come Chuck Norris e uomini politici; di essere stati chiusi in una bara e calati in una fossa; di essere stati molestati in un mercato e in un autolavaggio; di essere stati costretti a guardare mentre Ray Buckey uccideva una testuggine piantandole un coltello nel guscio, una minaccia per impedire loro di parlare; di essere stati portati in aereo a Palm Springs, violentati e riportati indietro; di essere stati portati in tunnel sotto la scuola e violentati. 
Per ciascun interrogatorio (e furono esaminati più di 400 bambini) lo Stato della California pagò al CII 455 dollari: questi soldi finirono per buona parte nelle tasche dei dirigenti e operatori dell'istituto. In seguito si scoprì che i colloqui del CII erano viziati da procedure volutamente scorrette, al punto da poter parlare di circonvenzione dei bambini:
(Luther Blissett, Lasciate che i bimbi – Pedofilia: un pretesto per la caccia alle streghe.)
Ma intanto la copertura colpevolista dei media aveva ormai fatto passare l'idea della certezza degli abusi: secondo dei sondaggi, la quasi totalità della popolazione di Manhattan Beach riteneva gli imputati colpevoli, anche dopo che molti dei capi d'accusa erano caduti.

### Il processo
Il processo iniziò nel marzo 1984. Gli accusati erano Virginia McMartin, Peggy Buckey, Ray Buckey, Peggy Ann Buckey (sorella di Ray) e tre insegnanti della scuola, Mary Ann Jackson, Babette Spitler e Bette Raidor. Gli avvocati difensori chiesero che il processo si svolgesse in un'altra contea, ma il giudice rifiutò. Agli imputati vennero contestati 321 capi d'accusa riguardanti abusi su 48 bambini. La Procura Distrettuale cercò di nascondere alla difesa la documentazione della malattia mentale della teste principale, Judy Johnson.
Nei 20 mesi di udienze preliminari l'accusa presentò la sua teoria di abusi all'interno di riti satanici, ma le prove prodotte in aula erano tutte molto deboli e facilmente contestate dai difensori (in più, le ispezioni della polizia e di gruppi di genitori nella scuola e nei pressi non trovarono niente che confermasse le testimonianze dei bambini). L'accusa fece offerte di sconti di pena a ciascun imputato perché testimoniasse contro gli altri, ma nessuno accettò. Nel gennaio 1986 Ira Reiner, il nuovo procuratore distrettuale, ritenne le prove “incredibilmente deboli” e fece cadere tutte le accuse nei confronti di Virginia McMartin, Peggy Ann Buckey, Mary Ann Jackson, Bette Raidor e Babette Spitler. A carico di Peggy Buckey e del figlio Ray restarono 52 capi di imputazione. I loro casi andarono a processo e il 18 gennaio 1990, dopo tre anni di udienze e nove settimane di discussione della giuria, Peggy Buckey fu prosciolta da ogni accusa.
Ray Buckey fu riconosciuto innocente per 39 dei capi d'accusa e venne liberato su cauzione dopo più di cinque anni in galera. In agosto fu nuovamente sottoposto a processo per sei dei 13 capi rimasti, sui quali la giuria non riuscì a trovare un accordo. A quel punto l'accusa rinunciò a cercare di ottenere una condanna e il caso si chiuse con tutte le accuse contro Ray Buckey respinte: era rimasto in galera per più di cinque anni senza essere mai stato condannato per alcun reato.

Peggy querelò immediatamente la città, la contea, il CII e la ABC; pochi mesi dopo, anche Virginia McMartin e altri due imputati intentarono una causa. Questi tentativi fallirono perché una legge statale e diversi precedenti giuridici sancivano l'assoluta immunità di enti e associazioni come il CII nel caso collaborassero con la pubblica accusa.
(Luther Blissett, op. cit.)

## Eventi successivi
Nel 2005, uno dei bambini coinvolti nel processo ritrattò le accuse che aveva compiuto in tribunale:

### Videografia
- L'asilo maledetto (Indictment: The McMartin Trial), regia di Mick Jackson – film TV (1995)